# Campeonato Paraibano de Futebol de 2004 - Segunda Divisão
O Campeonato Paraibano de Futebol de 2004 - Segunda Divisão, também conhecido como Troféu Chico Bala de 2004, foi a 20 ª edição da segunda divisão do Campeonato Paraibano de Futebol. Aconteceu entre os dias 10 e 16 de Outubro, e o Nacional Atlético Clube foi campeão, conquistando uma vaga para a primeira divisão do ano seguinte

## Participantes
Os clubes: Nacional Atlético Clube e Associação Desportiva Perilima foram os únicos a competir na segunda divisão, outros 8 clubes estavam aptos a disputar o campeonato mas não antederam aos critérios exigidos pela Federação Paraibana de Futebol e foram impedidos de disputar o certame, entre eles estavam Centro Sportivo Paraibano, Esporte Clube de Patos e Santa Cruz Recreativo Esporte Clube.

## Rodada Única
| 10 de outubro | Nacional Atlético Clube                                 | 5 – 0 | Associação Desportiva Perilima | Almeidão, João Pessoa |
|               | Berg · 16' 44' 60' · Nino Baiano 40' · Nino Paraíba 54' |       |                                |                       |

| 16 de outubro | Associação Desportiva Perilima | 0 – 5 | Nacional Atlético Clube                  | Amigão, Campina Grande |
| 16:00         |                                |       | Nino Baiano (2 gols) Ari (2 gols) Valmir |                        |

## Classificação
| Pos | Time                           | Pts | J | V | E | D | GP | GC | SG  |
| --- | ------------------------------ | --- | - | - | - | - | -- | -- | --- |
| 1º | Nacional Atlético Clube        | 6   | 2 | 2 | 0 | 0 | 10 | 0  | +10 |
| 2º | Associação Desportiva Perilima | 0   | 2 | 0 | 0 | 2 | 0  | 10 | -10 |
| Pts - pontos ganhos; J - jogos; V - vitórias; E - empates; D - derrotas; GP - gols pró; GC - gols contra; SG - saldo de gols; % - aproveitamento |                                |     |   |   |   |   |    |    |     |

|  |                                                     |
|  | Campeão e classificado para a primeira divisão 2005 |
|  | Classificado a primeira divisão de 2005             |

| Campeão Paraibano de 2004 - Segunda Divisão |
| ------------------------------------------- |
| Nacional Atlético Clube (1º título)         |